# Sietas Typ 2
Der Typ 2 ist ein Küstenmotorschiffstyp der Sietas-Werft in Hamburg-Neuenfelde.

## Geschichte
Die Baureihe wurde ab Ende der 1950er Jahre von verschiedenen Reedereien geordert und bis 1962 in sechs Einheiten gebaut. Eingesetzt wurden die Schiffe anfangs vorwiegend in der kleinen und mittleren Fahrt. Einige Schiffe fand man später, zumeist ohne Ladegeschirr und zum Teil umgebaut, in der weltweiten Küstenfahrt.

## Technik
Die Schiffe verfügen über zwei Laderäume ohne Zwischendeck mit 939 Kubikmeter Getreideraum beziehungsweise 845,5 Kubikmeter Ballenraum. Durch die weitestgehend unverbaute Form des Laderaums mit geringem Unterstau ist der Schiffstyp auch in der Zellulose- oder Paketholzfahrt einsetzbar. Darüber hinaus besitzen die Schiffe eine weitgehend ebene Tankdecke durch den durchgehenden Doppelboden. Es wurden einfache Lukendeckel aus Holz mit seefester Abdeckung aus Persenning verwendet. Serienmäßig erhielten die Schiffe zwei Ladebäume mit Hatlapa-Dieselladewinden und einer Tragkraft von jeweils zwei Tonnen.
Angetrieben werden die Schiffe der Baureihe von Viertakt-Dieselmotoren der Hersteller MaK und Klöckner-Humboldt-Deutz, die bei der Mehrzahl der Schiffe auf einen Festpropeller wirken. Die Leistung der Motoren lag im Bereich von 300 bis 500 PS.
Die Werner Meyburg wurde im Jahr 1965 auf insgesamt 59,96 m (56,64 m Freibordlänge) verlängert und danach mit 499 BRT sowie 854 dwt neu vermessen.

## Die Schiffe
| Sietas Typ 2   | Sietas Typ 2 | Sietas Typ 2 | Sietas Typ 2           | Sietas Typ 2                        | Sietas Typ 2 |
| Bauname        | Bau- nummer  | IMO- Nummer  | Stapellauf Ablieferung | Auftraggeber                        | Umbenennungen und Verbleib |
| -------------- | ------------ | ------------ | ---------------------- | ----------------------------------- | --- |
| Otto Harms     | 423          | 5267275      | 25.02.1958 22.03.1958  | Otto Harms, Cranz                   | 1976 Naima → 1995 Hana → 1999 Mohammad Raoof → 2005 Zamzam, am 19. März 2009 zum Abbruch in Gadani (Pakistan) eingetroffen |
| Nordkyn        | 440          | 5255492      | 26.06.1958 30.07.1958  | Emil Jeß, Rendsburg                 | 1966 Marianne C → 1976 Moana M → 1983 Moana B → 1989 Nordic → 1995 Cayacoa, 2000/01 Eigner und Flaggendaten im Lloyd’s Register gestrichen |
| Schulau        | 438          | 5315503      | 23.08.1958 24.09.1958  | Christel Hinrich Brunckhorst, Wedel | 1972 Fortuna, am 30. Oktober 1987 in der Nähe von Turku (Finnland) gesunken |
| Werner Meyburg | 486          | 5387673      | 04.11.1961 01.12.1961  | Emil & Werner Meyburg, Rendsburg    | 1972 Diana V → 1989 Mariam I → 1993 Nour, am 15. November 1993 vor Sidon durch Grundberührung leckgeschlagen und nach Ruderschaden gestrandet, im Februar 1994 nach Tripoli geschleppt und dort als Auflieger verblieben, am 28. November 2018 aus dem Register gelöscht |
| Antje Jansen   | 485          | 5019977      | 27.09.1962 20.10.1962  | Willi Jansen, Uetersen              | am 6. Dezember 1973 vor Texel gesunken |
| Kismet         | 502          | 5518935      | 21.11.1962 12.12.1962  | Erwin & Harry Schröder, Hamburg     | am 2. Dezember 1966 südöstlich von Sundsvall gesunken |